# Kashima Soccer Stadium
Das Kashima Soccer Stadium (japanisch 茨城県立カシマサッカースタジアム, Ibaraki-kenritsu Kashima Sokkā Sutajiamu, deutsch „Fußballstadion Kashima der Präfektur Ibaraki“) ist ein Fußballstadion in der japanischen Stadt Kashima in der Präfektur Ibaraki.

## Geschichte
Man benötigt für die Teilnahme an der J. League eine geeignete Spielstätte, so entschied man 1991, ein neues Stadion zu bauen. Im März 1993 wurden die Bauarbeiten abgeschlossen. Damals hatte es rund 15.000 Plätze und war das erste Stadion in Japan, das ausschließlich für den Fußball gebaut wurde.
Das erste Spiel fand am 4. Mai 1993 zwischen den Kashima Antlers und Fluminense Rio de Janeiro aus Brasilien statt. Für die Fußball-Weltmeisterschaft 2002 wurde das Stadion ausgebaut. Im Mai 2001 war die Arena dann fertiggestellt. Die Baukosten lagen bei 213 Millionen Euro. Derzeit bietet es 42.300 Zuschauern Platz.
Das Stadion ist die Heimstatt des japanischen Fußballvereins und Rekordmeisters Kashima Antlers, der hier seine Heimspiele in der J. League austrägt.

## Spiele der Fußball-WM 2002 in Kashima
- 2. Juni:  Argentinien –  Nigeria 1:0
- 5. Juni:  Deutschland –  Irland 1:1
- 8. Juni:  Italien –  Kroatien 1:2